# Johanna Zsófia bajor–straubingi hercegnő
Johanna Zsófia (németül Johanna Sophie von Bayern; 1373 vagy 1377 – Bécs, 1410. július 28.) bajor-straubingi hercegnő, IV. Alberttel kötött házassága révén osztrák hercegné, a bajor Wittelsbach hercegi család tagja. Albert magyar király anyja, V. László apai nagyanyja.

## Élete
1373-ban vagy 1377-ben született I. Albert bajor-straubingi herceg (1336–1404) és Margit liegnitz-briegi hercegnő legkisebb gyermekeként. Hat testvére volt, közülük II. Albert (1368–1397) még apjuk életében, II. Vilmos (1365–1417) és III. János (1374–1425) pedig apjuk halála után a straubing-hollandi hercegi trónra jutottak. Három nővére közül Johanna (1362–1386) 1370-ben a későbbi IV. Vencel cseh királyhoz (későbbi német-római királyhoz) ment feleségül.
A gyermek Johanna Zsófia hercegnőt 1381-ben eljegyezték a négyéves Alberttel, III. Albert osztrák herceg (1348–1395) egyetlen fiával és örökösével, amely mintegy békeszerződés, véget vetett a Johanna és Albert apja közötti ellenségeskedésnek. I. Albert a házasság hozzájárulásaként, 10 000 pfennig (német váltópénz) fizetésére kötelezte magát, és ígéretének biztosítéka gyanánt, átadta a nattenbergi erődítményt és Deggendorf városát. Johanna és Albert esküvőjére 1390. április 24-én Bécsben került sor.
Házasságukból egy fiú- és egy leánygyermek született. Az idősebb gyermek, Albert később apja utódaként osztrák herceg lett, majd Luxemburgi Zsigmond magyar király leányával, Erzsébettel kötött házassága révén a magyar és cseh királyi, valamint a német-római császári címet is megszerezte. Leánya, Margit 1412-ben XVI. Henrik bajor herceghez ment feleségül.
Férje, IV. Albert néven 1395-ben az osztrák hercegséget örökölte, azonban már 1404 szeptemberében, vérhasjárvány következtében meghalt. Johanna csupán hat évvel élte őt túl. Leánya, Margit hercegnő esküvőjét 1412-ben, illetve fiának, Albert hercegnek Margit férjével, Henrik bajor herceggel a straubingi hercegség miatt kirobbant viszályát már nem érhette meg.